# União das Freguesias de São Martinho de Árvore e Lamarosa
União das Freguesias de São Martinho de Árvore e Lamarosa, kurz São Martinho de Árvore e Lamarosa, ist eine Gemeinde (Freguesia) im Kreis (Concelho) von Coimbra im mittleren Portugal.
In der Gemeinde leben 3.102 Einwohner auf einer Fläche von 20,88 km² (Stand nach Zahlen von 2011).
Die Gemeinde entstand im Zuge der Gebietsreform in Portugal am 29. September 2013 durch Zusammenlegung der Gemeinden São Martinho de Árvore und Lamarosa. São Martinho de Árvore wurde Sitz der Gemeinde, die ehemalige Gemeindeverwaltung in Lamarosa blieb als Außenstelle und Bürgerbüro weiter bestehen.